# Liste de maisons nobles
 (mars 2025).
Motif : Pas de sources + doublon avec l'article Liste de maisons (généalogie)
- Archive Wikiwix
- Bing
- Cairn
- DuckDuckGo
- E. Universalis
- Gallica
- Google
- G. Books
- G. News
- G. Scholar
- Persée
- Qwant
- (zh) Baidu
- (ru) Yandex
- (wd) trouver des œuvres sur Wikidata

| 1. | Préciser le motif de la pose du bandeau. | Précisez le motif de la pose du bandeau en utilisant la syntaxe suivante : {{admissibilité à vérifier\|date=mars 2025\|motif=remplacez ce texte par le motif}}                               |
| 2. | Informer les utilisateurs concernés.     | Pensez à avertir le créateur de l'article, par exemple, en insérant le code ci-dessous sur sa page de discussion : {{subst:avertissement admissibilité à vérifier\|Liste de maisons nobles}} |

Une maison noble désigne une famille aristocratique d'importance nationale ou internationale, que ce soit dans le passé ou aujourd'hui. Ces maisons sont généralement associées à un ou plusieurs titres héréditaires, le plus prestigieux étant détenu par le "chef de la maison". Le concept peut également être utilisé de manière informelle pour désigner des familles régnantes en dehors de l'Europe.
Lorsqu'un monarque appartient à une maison noble, comme la maison Windsor, cette maison peut également être considérée comme une maison royale. De nombreuses maisons nobles, telles que les maisons d'York et de Lancastre, ont donné naissance à des dynasties et ont historiquement été considérées comme des maisons royales. Cependant, ces maisons peuvent perdre ce statut si la dynastie prend fin et que leur lien familial avec le pouvoir disparaît. Une maison royale est donc une catégorie particulière de maison noble. De nombreuses maisons nobles s'étendent sur plusieurs pays, comme la maison d'Oldenbourg.